# Вудбайн (Айова)
Вудбайн (англ. Woodbine) — місто (англ. city) в США, в окрузі Гаррісон штату Айова. Населення — 1625 осіб (2020).

## Географія
Вудбайн розташований за координатами 41°44′4″ пн. ш. 95°42′27″ зх. д. / 41.73444° пн. ш. 95.70750° зх. д. (41.734496, -95.707368).  За даними Бюро перепису населення США в 2010 році місто мало площу 3,44 км², з яких 3,31 км² — суходіл та 0,13 км² — водойми.

## Демографія
Згідно з переписом 2010 року, у місті мешкало 1459 осіб у 611 домогосподарстві у складі 389 родин. Густота населення становила 424 особи/км².  Було 679 помешкань (197/км²).
Расовий склад населення:
| - 98,8 % — білих - 0,5 % — азіатів - 0,1 % — корінних американців - 0,1 % — чорних або афроамериканців |

До двох чи більше рас належало 0,3 %. Частка іспаномовних становила 0,8 % від усіх жителів.
За віковим діапазоном населення розподілялося таким чином: 23,2 % — особи молодші 18 років, 52,6 % — особи у віці 18—64 років, 24,2 % — особи у віці 65 років та старші. Медіана віку мешканця становила 44,9 року. На 100 осіб жіночої статі у місті припадало 91,7 чоловіків;  на 100 жінок у віці від 18 років та старших — 87,0 чоловіків також старших 18 років.
Середній дохід на одне домашнє господарство  становив 53 551 долар США (медіана — 44 688), а середній дохід на одну сім'ю — 67 190 доларів (медіана — 61 167). Медіана доходів становила 44 063 долари для чоловіків та 31 801 долар для жінок. За межею бідності перебувало 15,6 % осіб, у тому числі 20,7 % дітей у віці до 18 років та 7,4 % осіб у віці 65 років та старших.
Цивільне працевлаштоване населення становило 782 особи. Основні галузі зайнятості: освіта, охорона здоров'я та соціальна допомога — 27,1 %, виробництво — 19,9 %, роздрібна торгівля — 12,1 %, сільське господарство, лісництво, риболовля — 7,8 %.